# ヨウ化鉛(II)
ヨウ化鉛(II)（ヨウかなまり、英lead (II) iodide）は二価の鉛のヨウ化物で、化学式 PbI2 で表される無機化合物。

## 製法
硝酸鉛(II)とヨウ化カリウムの反応、
{\displaystyle {\ce {Pb(NO3)2\ + 2KI -> PbI2\ + 2KNO3}}}
二価の鉛の水溶液にヨウ化水素酸またはヨウ化カリウムを加えると沈殿として得られる。

## 性質
明るい黄色の粉末または六方晶系結晶で、加熱すると赤褐色となり、冷却すると元に戻る。水に微溶で、水溶液は無色。硫化ナトリウムと反応して、硫化鉛とヨウ化ナトリウムを生じる。紫外線を照射すると光電子を放出し、X線やガンマ線などの検出器の材料としても使われる。
19世紀には黄色顔料としても使用されていた。
固体は六方晶系の結晶でヨウ化カドミウム型構造をとり、格子定数はa = 4.59Å、c = 6.86Å、Pb−I結合距離は2.79±0.01Åである。

## 安全性
日本の毒物及び劇物取締法では劇物に指定されている。毒性・発癌性があり、血液や神経、腎臓に影響を及ぼす。不燃性であるが、加熱により毒性・腐食性のあるガスを生じる。